# Usbekistans håndboldlandshold (herrer)
Usbekistans håndboldlandshold for mænd er det mandlige landshold i håndbold for Usbekistan. Det repræsenterer landet i internationale håndboldturneringer.

## Resultater

### Asienmesterskabet i håndbold
| År   | Usbekistans placering |
| ---- | --------------------- |
| 2012 | 10. plads             |
| 2014 | 12. plads             |
| 2018 | 10. plads             |